# Боровинка (Устюженский район)
Боровинка — хутор в Устюженском районе Вологодской области.
Входит в состав Устюженского сельского поселения, с точки зрения административно-территориального деления — в Устюженский сельсовет.
Расположен на правом берегу реки Молога. Расстояние по автодороге до районного центра Устюжны — 4 км. Ближайшие населённые пункты — Соловцово, Устюжна.
По переписи 2002 года население — 26 человек (10 мужчин, 16 женщин). Преобладающая национальность — русские (92 %).